# Jean Grae
Jean Grae, pseudonimo di Tsidi Ibrahim (Città del Capo, 26 novembre 1976), è una rapper statunitense.

## Biografia
Nata in Sudafrica, è figlia dei musicisti jazz Sathima Bea Benjamin e Abdullah Ibrahim. È cresciuta negli Stati Uniti e precisamente a New York.
Nel periodo 1996-1998 ha fatto parte di alcuni gruppi hip hop newyorkesi in cui si faceva anche chiamare con lo pseudonimo What? What?. Nel 1998 si è avviata all'attività solista e ha scelto lo pseudonimo Jean Grae ispirandosi a Jean Grey, personaggio di X-Men.
Nel 2002 ha pubblicato il suo primo album. Ha collaborato con Atmosphere, The Roots, Talib Kweli, Mos Def, Styles P, 9th Wonder, The Herbaliser, Wale e altri artisti.

## Discografia

### Album in studio
- 2002 - Attack of the Attacking Things
- 2004 - This Week
- 2007 - The Orchestral Files
- 2008 - Jeanius (con 9th Wonder)
- 2008 - The Evil Jeanius (con Blue Sky Black Death)
- 2018 - Everything's Fine (con Quelle Chris)